# Marco (Einheit)
Der Marco, die Mark, war ein Gold- und Silbergewicht. Als Juwelen- und Münzgewicht entsprach er der Hälfte der Libbra grosse. Verbreitet war er vorrangig in Spanien, Portugal, Italien und in Südamerika.
Der Marco war Gold- und Silbergewicht auch in Venedig. In Mailand wog er 234,99733 Gramm. Vor der Einführung des französischen Münzfußes war er Münzgewicht. Danach nur noch Gewichtsmaß. So waren beispielsweise nach dem Münzgesetz von 1848 in Madrid 175 Stück Realen gleich ein Marco mit 230,071 Gramm.

## Italien
Der Marco war auch eine Gewichtseinheit auf Sardinien. Er wurde hier ebenfalls als Gold- und Silbergewicht, aber auch als sogenanntes Probiergewicht und als Handelsgewicht genommen. Es war bis zur Einführung des modernen französischen Systems das Münzgewicht für Sardinien.
- 1 Marco = 8 Once = 64 Ottavi = 192 Denari
- 1 Denari = 24 Grani = 298 Granotti
- 1 Marco = 245,89634 Grammes (Handelsgewicht)[2]

## Portugal
In Portugal war die Münzmark mit Marco bezeichnet und hatte 229,48 Gramm. In Lissabon wich das Maß in den Nachkommastellen ab und hatte 229,25 Gramm.
Die portugiesische Maßkette war
- 1 Marco = 8 Onzas = 64 Oitavas = 192 Escrupelos = 4608 Granos

## Spanien
Die spanische Maßkette war
- 1 Marco = 8 Once = 32 Quarti = 192 Denari = 1152 Carati = 4608 Grani
- 1 Marco = 238,4994 Gramm

Als katalanischer Marco hatte er 267 ⅓ Gramm, das entsprach dem 1,131-fachen des kastilischen Marco.
Ersteres hatte als Maßkette
- 1 Marco = 8 Oncas = 32 Quartas = 128 Argensos = 4608 Granos

Der letztere hatte als Maßkette (bis 1731)
- 1 Marco = 50 Castellanos = 400 Tomines = 4800 Granos, wobei der Castellano mit 4,60135 Gramm gerechnet wurde.

In Aragonien mit Saragossa war die Maßkette
- 1 Marco = 8 Onzas = 32 Cuarto = 128 Ardames = 4096 Granos

## Übersee
In  Argentinien hatte er 229,684 Gramm. Das waren 1/50 des größeren Maßes Castellano. Als Normal-Marco der Münzen hatte er in Mexiko 230,0466 Gramm und war leichter als der kastilische mit 230,0675 Gramm.